# Vandières (Marne)
 Vandières  ist eine französische Gemeinde mit 302 Einwohnern (Stand 1. Januar 2022)  im Département Marne in der Region Grand Est. Sie gehört zum Arrondissement Épernay und zum Kanton Dormans-Paysages de Champagne. Die Gemeinde liegt im Regionalen Naturpark Montagne de Reims.

## Geografie
Die Gemeinde Vandières liegt am rechten Ufer der Marne, etwa 20 Kilometer westnordwestlich von Épernay. Umgeben wird Vandières von den Nachbargemeinden Anthenay im Norden, Cuisles im Nordosten, Châtillon-sur-Marne im Osten, Mareuil-le-Port und Troissy im Süden, Verneuil im Südwesten sowie Passy-Grigny im Westen.

## Bevölkerungsentwicklung
| Jahr      | 1962 | 1968 | 1975 | 1982 | 1990 | 1999 | 2008 | 2018 |
| Einwohner | 372  | 375  | 331  | 329  | 340  | 321  | 333  | 303  |

|  |  |